# Metriocnemus terrester
Metriocnemus terrester is een muggensoort uit de familie van de dansmuggen (Chironomidae). De wetenschappelijke naam van de soort is voor het eerst geldig gepubliceerd in 1941 door Pagast, Thienemann & Krueger.